# 하네스 볼프
하네스 볼프(독일어: Hannes Wolf, 1999년 4월 16일 ~ )는 오스트리아의 축구선수로 포지션은 미드필더이다. 현재 미국 메이저 리그 사커의 뉴욕 시티 FC에서 활약하고 있다.

## 클럽 경력
2019년 1월 23일 볼프는 분데스리가의 RB 라이프치히와 5년 계약을 맺었다.